# Cervera del Río Alhama
Cervera del Río Alhama é um município da Espanha
na província e comunidade autónoma de La Rioja, de área 152,56 km² com população de 2922 habitantes (2007) e densidade populacional de 19,69 hab/km².

## Demografia
| Variação demográfica do município entre 1991 e 2004 | Variação demográfica do município entre 1991 e 2004 | Variação demográfica do município entre 1991 e 2004 | Variação demográfica do município entre 1991 e 2004 |
| --------------------------------------------------- | --------------------------------------------------- | --------------------------------------------------- | --------------------------------------------------- |
| 1991                                                | 1996                                                | 2001                                                | 2004                                                |
| 3483                                                | 3381                                                | 2946                                                | 2998                                                |